# Mycale fusiformis
Mycale fusiformis är en svampdjursart som beskrevs av Claude Lévi 1960. Mycale fusiformis ingår i släktet Mycale och familjen Mycalidae.
Artens utbredningsområde är Senegal. Inga underarter finns listade i Catalogue of Life.